# Acalypha comorensis
Acalypha comorensis é uma espécie de flor do gênero Acalypha, pertencente à família Euphorbiaceae.